# Доње Спанчево
Доње Спанчево (буг. Долно Спанчево) је насељено место у општини Петрич у области Благоевград, Бугарска. Према попису из 2021. године било је 89 становника.
Према бугарском географу и историчару, Василу Канчову, у Доњем Спанчеву је 1900. године живело 200 Словена хришћана и 200 Турака.
На попису из 2011 у Доњем Спанчеву је било 117 становника.
| Национални састав према попису из 2011.‍ | Национални састав према попису из 2011.‍ | Национални састав према попису из 2011.‍ | Национални састав према попису из 2011.‍ | Национални састав према попису из 2011.‍ |
| --------------------------------------- | --------------------------------------- | --------------------------------------- | --------------------------------------- | --------------------------------------- |
|                                         |                                         |                                         |                                         |                                         |
| Бугари                                  | Бугари                                  |                                         | 117                                     | 100%                                    |